# Battogtojyn Erjembayar
Battogtojyn Erjembayar (3 de septiembre de 1995) es un deportista mongol que compite en judo. Ganó una medalla de oro en el Campeonato Asiático de Judo de 2024, en la categoría de –66 kg.

## Palmarés internacional
| Campeonato Asiático | Campeonato Asiático | Campeonato Asiático | Campeonato Asiático |
| Año                 | Lugar               | Medalla             | Categoría           |
| ------------------- | ------------------- | ------------------- | ------------------- |
| 2024                | Hong Kong (China)   | Medalla de oro      | –66 kg              |